# Trigonia candelabra
Trigonia candelabra är en tvåhjärtbladig växtart som beskrevs av E. Lleras. Trigonia candelabra ingår i släktet Trigonia och familjen Trigoniaceae. Inga underarter finns listade i Catalogue of Life.